# Larry Evans
Pour les articles homonymes, voir Evans.
Larry Melvyn Evans, né le 23 mars 1932 à Manhattan et mort le 15 novembre 2010 à Reno dans le Nevada, est un grand maître américain du jeu d'échecs, et un journaliste. Il a remporté le championnat d'échecs des États-Unis à cinq reprises et l'Open des États-Unis quatre fois.

## Carrière aux échecs
Evans apprend à jouer sur la 42e rue de New York pour 10 cents par heure et devient rapidement connu. À 14 ans, il est 4e-5e au championnat du Marshall Chess Club. L'année suivante, il l'emporte, devenant le plus jeune champion du club. Il finit 2e ex æquo au championnat junior des États-Unis, ce qui lui vaut un article dans l'édition de septembre 1947 de Chess Review. À 16 ans, il participe au championnat des États-Unis et partage la 8e place. Evans partage la première place avec Arthur Bisguier au championnat junior de 1949. À 18 ans, il remporte le championnat de l'État de New York ainsi qu'une médaille d'or à l'Olympiade de Dubrovnik en 1950 (+8 =2). En 1951, il remporte le championnat des États-Unis, devant Samuel Reshevsky. Il gagne à nouveau l'année suivante, après un match contre Herman Steiner. Evans conserva son titre de champion jusqu'en 1954, car le titre ne fut remis en jeu qu'en mai 1954. Lors du championnat des États-Unis de mai-juin 1954, Evans finit deuxième derrière Arthur Bisguier en l'absence de Reshevsky.
Puis, il remporta le championnat trois fois :
- en 1961-1962 (en l'absence de Fischer, Reshevsky et Bisguier),
- en juillet 1968 (en l'absence de Fischer) et
- en  1980, titre partagé avec Walter Browne et Larry Christiansen dans cette dernière édition.

La Fédération internationale des échecs lui octroie le titre de maître international en 1952 et celui de grand maître international en 1957. En 1956, le département d'état le nomme ambassadeur des échecs.
Evans obtient de bons résultats dans de nombreux tournois américains au cours des années 1960 et 1970, mais il est moins présent à l'étranger et ses succès y sont plus rares. Il remporte l'Open des États-Unis en 1951, 1952 et 1954 (devant Arturo Pomar au départage) et finit à égalité avec Walter Browne en 1971. Il remporte également le premier tournoi Lone Pine International (en) en 1971. Il représente les États-Unis au cours de huit Olympiades d'échecs au cours d'une période de 26 ans, remportant l'or (en 1950), l'argent (1958) et le bronze (1976) individuellement et participe aux médailles d'or (1976) et d'argent (1966) de l'équipe américaine
Ses meilleurs résultats à l'étranger comprennent deux victoires à l'Open du Canada, en 1956 à Montréal et en 1966 à Kingston. Il est 1er-2e en 1975 à Portimão (Portugal) et 2e-3e avec le champion du monde Tigran Petrossian et derrière Jan Hein Donner à Venise en 1967. Sa seule participation au cycle du championnat du monde est une 14e place au tournoi interzonal d'Amsterdam en 1964.
Il s'est ensuite consacré au suivi du jeune prodige Bobby Fischer, parti à la conquête du titre de champion du monde. Il a été le secondant de Fischer aux matchs des candidats pour le championnat du monde 1972, bien qu'il ne fasse pas partie de l'équipe de Fischer pour la finale en raison d'un différend entre les joueurs.
En octobre 1968, son classement Elo de la fédération américaine est de 2631.

## Carrière d'écrivain et de journaliste
À 18 ans, il publie Les Meilleurs parties de David Bronstein 1944-1949 et Tournoi de Vienne 1922. Son livre, New Ideas in Chess sort en 1958. Il a signé plus de 20 livres sur les échecs tout au long de sa carrière.
Il a aussi coécrit avec Walter Korn (en) la 10e édition du traité d'ouvertures Modern Chess Openings (1965). Il participe également à la rédaction de Mes 60 meilleures parties de Fischer, écrivant les introductions et incitant le champion à publier ce livre. Il publie Modern Chess Brilliancies en 1970, What's the Best Move en 1973 et Test Your Chess I.Q. en 2001.
Evans commence sa carrière de journaliste dans les années 1960, contribuant à la création de l'American Chess Quarterly (en) qui est publié de 1961 à 1965. Il est aussi éditeur de Chess Digest dans les années 1960 et 1970. Pendant plus de 30 ans il dispose d'une rubrique de questions et réponses dans Chess Life (en), le magazine officiel de la fédération américaine et rédige également des articles pour le site en ligne. Sa rubrique hebdomadaire, Evans on Chess est publiée dans plus de 50 journaux à travers les États-Unis. Il participe aussi au contenu du World Chess Network.
Evans a aussi commenté les matchs importants pour le Time et ABC's Wide World of Sports, notamment le match de championnat du monde de 1972 entre Bobby Fischer et Boris Spassky à Reykjavik et le championnat du monde d'échecs 1993 entre Garry Kasparov et Nigel Short à Londres ainsi que le championnat du monde d'échecs 2000 entre Vladimir Kramnik et Garry Kasparov.
Evans a également contribué au contenu didactique du logiciel Chessmaster, notamment le questionnaire sur les finales et les commentaires des parties. Ses contributions lui ont valu de nombreuses récompenses, notamment le Prix du journaliste de l'année de la fédération américaine. Il est admis au US Chess Hall of Fame en 1994.

## Parties remarquables
|   | a | b | c | d | e | f | g | h |   |
| 8 | Roi noir sur case blanche c8 · Pion noir sur case blanche b7 · Pion noir sur case noire c7 · Pion noir sur case blanche f7 · Pion noir sur case noire g7 · Pion noir sur case blanche h7 · Pion noir sur case blanche e6 · Pion blanc sur case blanche b5 · Dame noire sur case blanche h5 · Cavalier noir sur case noire f4 · Pion blanc sur case noire a3 · Cavalier blanc sur case noire c3 · Tour noire sur case blanche d3 · Pion blanc sur case blanche f3 · Pion blanc sur case blanche h3 · Pion blanc sur case noire b2 · Dame blanche sur case blanche c2 · Pion blanc sur case blanche g2 · Roi blanc sur case noire h2 · Tour blanche sur case noire g1 | Roi noir sur case blanche c8 · Pion noir sur case blanche b7 · Pion noir sur case noire c7 · Pion noir sur case blanche f7 · Pion noir sur case noire g7 · Pion noir sur case blanche h7 · Pion noir sur case blanche e6 · Pion blanc sur case blanche b5 · Dame noire sur case blanche h5 · Cavalier noir sur case noire f4 · Pion blanc sur case noire a3 · Cavalier blanc sur case noire c3 · Tour noire sur case blanche d3 · Pion blanc sur case blanche f3 · Pion blanc sur case blanche h3 · Pion blanc sur case noire b2 · Dame blanche sur case blanche c2 · Pion blanc sur case blanche g2 · Roi blanc sur case noire h2 · Tour blanche sur case noire g1 | Roi noir sur case blanche c8 · Pion noir sur case blanche b7 · Pion noir sur case noire c7 · Pion noir sur case blanche f7 · Pion noir sur case noire g7 · Pion noir sur case blanche h7 · Pion noir sur case blanche e6 · Pion blanc sur case blanche b5 · Dame noire sur case blanche h5 · Cavalier noir sur case noire f4 · Pion blanc sur case noire a3 · Cavalier blanc sur case noire c3 · Tour noire sur case blanche d3 · Pion blanc sur case blanche f3 · Pion blanc sur case blanche h3 · Pion blanc sur case noire b2 · Dame blanche sur case blanche c2 · Pion blanc sur case blanche g2 · Roi blanc sur case noire h2 · Tour blanche sur case noire g1 | Roi noir sur case blanche c8 · Pion noir sur case blanche b7 · Pion noir sur case noire c7 · Pion noir sur case blanche f7 · Pion noir sur case noire g7 · Pion noir sur case blanche h7 · Pion noir sur case blanche e6 · Pion blanc sur case blanche b5 · Dame noire sur case blanche h5 · Cavalier noir sur case noire f4 · Pion blanc sur case noire a3 · Cavalier blanc sur case noire c3 · Tour noire sur case blanche d3 · Pion blanc sur case blanche f3 · Pion blanc sur case blanche h3 · Pion blanc sur case noire b2 · Dame blanche sur case blanche c2 · Pion blanc sur case blanche g2 · Roi blanc sur case noire h2 · Tour blanche sur case noire g1 | Roi noir sur case blanche c8 · Pion noir sur case blanche b7 · Pion noir sur case noire c7 · Pion noir sur case blanche f7 · Pion noir sur case noire g7 · Pion noir sur case blanche h7 · Pion noir sur case blanche e6 · Pion blanc sur case blanche b5 · Dame noire sur case blanche h5 · Cavalier noir sur case noire f4 · Pion blanc sur case noire a3 · Cavalier blanc sur case noire c3 · Tour noire sur case blanche d3 · Pion blanc sur case blanche f3 · Pion blanc sur case blanche h3 · Pion blanc sur case noire b2 · Dame blanche sur case blanche c2 · Pion blanc sur case blanche g2 · Roi blanc sur case noire h2 · Tour blanche sur case noire g1 | Roi noir sur case blanche c8 · Pion noir sur case blanche b7 · Pion noir sur case noire c7 · Pion noir sur case blanche f7 · Pion noir sur case noire g7 · Pion noir sur case blanche h7 · Pion noir sur case blanche e6 · Pion blanc sur case blanche b5 · Dame noire sur case blanche h5 · Cavalier noir sur case noire f4 · Pion blanc sur case noire a3 · Cavalier blanc sur case noire c3 · Tour noire sur case blanche d3 · Pion blanc sur case blanche f3 · Pion blanc sur case blanche h3 · Pion blanc sur case noire b2 · Dame blanche sur case blanche c2 · Pion blanc sur case blanche g2 · Roi blanc sur case noire h2 · Tour blanche sur case noire g1 | Roi noir sur case blanche c8 · Pion noir sur case blanche b7 · Pion noir sur case noire c7 · Pion noir sur case blanche f7 · Pion noir sur case noire g7 · Pion noir sur case blanche h7 · Pion noir sur case blanche e6 · Pion blanc sur case blanche b5 · Dame noire sur case blanche h5 · Cavalier noir sur case noire f4 · Pion blanc sur case noire a3 · Cavalier blanc sur case noire c3 · Tour noire sur case blanche d3 · Pion blanc sur case blanche f3 · Pion blanc sur case blanche h3 · Pion blanc sur case noire b2 · Dame blanche sur case blanche c2 · Pion blanc sur case blanche g2 · Roi blanc sur case noire h2 · Tour blanche sur case noire g1 | Roi noir sur case blanche c8 · Pion noir sur case blanche b7 · Pion noir sur case noire c7 · Pion noir sur case blanche f7 · Pion noir sur case noire g7 · Pion noir sur case blanche h7 · Pion noir sur case blanche e6 · Pion blanc sur case blanche b5 · Dame noire sur case blanche h5 · Cavalier noir sur case noire f4 · Pion blanc sur case noire a3 · Cavalier blanc sur case noire c3 · Tour noire sur case blanche d3 · Pion blanc sur case blanche f3 · Pion blanc sur case blanche h3 · Pion blanc sur case noire b2 · Dame blanche sur case blanche c2 · Pion blanc sur case blanche g2 · Roi blanc sur case noire h2 · Tour blanche sur case noire g1 | 8 |
| 7 | Roi noir sur case blanche c8 · Pion noir sur case blanche b7 · Pion noir sur case noire c7 · Pion noir sur case blanche f7 · Pion noir sur case noire g7 · Pion noir sur case blanche h7 · Pion noir sur case blanche e6 · Pion blanc sur case blanche b5 · Dame noire sur case blanche h5 · Cavalier noir sur case noire f4 · Pion blanc sur case noire a3 · Cavalier blanc sur case noire c3 · Tour noire sur case blanche d3 · Pion blanc sur case blanche f3 · Pion blanc sur case blanche h3 · Pion blanc sur case noire b2 · Dame blanche sur case blanche c2 · Pion blanc sur case blanche g2 · Roi blanc sur case noire h2 · Tour blanche sur case noire g1 | Roi noir sur case blanche c8 · Pion noir sur case blanche b7 · Pion noir sur case noire c7 · Pion noir sur case blanche f7 · Pion noir sur case noire g7 · Pion noir sur case blanche h7 · Pion noir sur case blanche e6 · Pion blanc sur case blanche b5 · Dame noire sur case blanche h5 · Cavalier noir sur case noire f4 · Pion blanc sur case noire a3 · Cavalier blanc sur case noire c3 · Tour noire sur case blanche d3 · Pion blanc sur case blanche f3 · Pion blanc sur case blanche h3 · Pion blanc sur case noire b2 · Dame blanche sur case blanche c2 · Pion blanc sur case blanche g2 · Roi blanc sur case noire h2 · Tour blanche sur case noire g1 | Roi noir sur case blanche c8 · Pion noir sur case blanche b7 · Pion noir sur case noire c7 · Pion noir sur case blanche f7 · Pion noir sur case noire g7 · Pion noir sur case blanche h7 · Pion noir sur case blanche e6 · Pion blanc sur case blanche b5 · Dame noire sur case blanche h5 · Cavalier noir sur case noire f4 · Pion blanc sur case noire a3 · Cavalier blanc sur case noire c3 · Tour noire sur case blanche d3 · Pion blanc sur case blanche f3 · Pion blanc sur case blanche h3 · Pion blanc sur case noire b2 · Dame blanche sur case blanche c2 · Pion blanc sur case blanche g2 · Roi blanc sur case noire h2 · Tour blanche sur case noire g1 | Roi noir sur case blanche c8 · Pion noir sur case blanche b7 · Pion noir sur case noire c7 · Pion noir sur case blanche f7 · Pion noir sur case noire g7 · Pion noir sur case blanche h7 · Pion noir sur case blanche e6 · Pion blanc sur case blanche b5 · Dame noire sur case blanche h5 · Cavalier noir sur case noire f4 · Pion blanc sur case noire a3 · Cavalier blanc sur case noire c3 · Tour noire sur case blanche d3 · Pion blanc sur case blanche f3 · Pion blanc sur case blanche h3 · Pion blanc sur case noire b2 · Dame blanche sur case blanche c2 · Pion blanc sur case blanche g2 · Roi blanc sur case noire h2 · Tour blanche sur case noire g1 | Roi noir sur case blanche c8 · Pion noir sur case blanche b7 · Pion noir sur case noire c7 · Pion noir sur case blanche f7 · Pion noir sur case noire g7 · Pion noir sur case blanche h7 · Pion noir sur case blanche e6 · Pion blanc sur case blanche b5 · Dame noire sur case blanche h5 · Cavalier noir sur case noire f4 · Pion blanc sur case noire a3 · Cavalier blanc sur case noire c3 · Tour noire sur case blanche d3 · Pion blanc sur case blanche f3 · Pion blanc sur case blanche h3 · Pion blanc sur case noire b2 · Dame blanche sur case blanche c2 · Pion blanc sur case blanche g2 · Roi blanc sur case noire h2 · Tour blanche sur case noire g1 | Roi noir sur case blanche c8 · Pion noir sur case blanche b7 · Pion noir sur case noire c7 · Pion noir sur case blanche f7 · Pion noir sur case noire g7 · Pion noir sur case blanche h7 · Pion noir sur case blanche e6 · Pion blanc sur case blanche b5 · Dame noire sur case blanche h5 · Cavalier noir sur case noire f4 · Pion blanc sur case noire a3 · Cavalier blanc sur case noire c3 · Tour noire sur case blanche d3 · Pion blanc sur case blanche f3 · Pion blanc sur case blanche h3 · Pion blanc sur case noire b2 · Dame blanche sur case blanche c2 · Pion blanc sur case blanche g2 · Roi blanc sur case noire h2 · Tour blanche sur case noire g1 | Roi noir sur case blanche c8 · Pion noir sur case blanche b7 · Pion noir sur case noire c7 · Pion noir sur case blanche f7 · Pion noir sur case noire g7 · Pion noir sur case blanche h7 · Pion noir sur case blanche e6 · Pion blanc sur case blanche b5 · Dame noire sur case blanche h5 · Cavalier noir sur case noire f4 · Pion blanc sur case noire a3 · Cavalier blanc sur case noire c3 · Tour noire sur case blanche d3 · Pion blanc sur case blanche f3 · Pion blanc sur case blanche h3 · Pion blanc sur case noire b2 · Dame blanche sur case blanche c2 · Pion blanc sur case blanche g2 · Roi blanc sur case noire h2 · Tour blanche sur case noire g1 | Roi noir sur case blanche c8 · Pion noir sur case blanche b7 · Pion noir sur case noire c7 · Pion noir sur case blanche f7 · Pion noir sur case noire g7 · Pion noir sur case blanche h7 · Pion noir sur case blanche e6 · Pion blanc sur case blanche b5 · Dame noire sur case blanche h5 · Cavalier noir sur case noire f4 · Pion blanc sur case noire a3 · Cavalier blanc sur case noire c3 · Tour noire sur case blanche d3 · Pion blanc sur case blanche f3 · Pion blanc sur case blanche h3 · Pion blanc sur case noire b2 · Dame blanche sur case blanche c2 · Pion blanc sur case blanche g2 · Roi blanc sur case noire h2 · Tour blanche sur case noire g1 | 7 |
| 6 | Roi noir sur case blanche c8 · Pion noir sur case blanche b7 · Pion noir sur case noire c7 · Pion noir sur case blanche f7 · Pion noir sur case noire g7 · Pion noir sur case blanche h7 · Pion noir sur case blanche e6 · Pion blanc sur case blanche b5 · Dame noire sur case blanche h5 · Cavalier noir sur case noire f4 · Pion blanc sur case noire a3 · Cavalier blanc sur case noire c3 · Tour noire sur case blanche d3 · Pion blanc sur case blanche f3 · Pion blanc sur case blanche h3 · Pion blanc sur case noire b2 · Dame blanche sur case blanche c2 · Pion blanc sur case blanche g2 · Roi blanc sur case noire h2 · Tour blanche sur case noire g1 | Roi noir sur case blanche c8 · Pion noir sur case blanche b7 · Pion noir sur case noire c7 · Pion noir sur case blanche f7 · Pion noir sur case noire g7 · Pion noir sur case blanche h7 · Pion noir sur case blanche e6 · Pion blanc sur case blanche b5 · Dame noire sur case blanche h5 · Cavalier noir sur case noire f4 · Pion blanc sur case noire a3 · Cavalier blanc sur case noire c3 · Tour noire sur case blanche d3 · Pion blanc sur case blanche f3 · Pion blanc sur case blanche h3 · Pion blanc sur case noire b2 · Dame blanche sur case blanche c2 · Pion blanc sur case blanche g2 · Roi blanc sur case noire h2 · Tour blanche sur case noire g1 | Roi noir sur case blanche c8 · Pion noir sur case blanche b7 · Pion noir sur case noire c7 · Pion noir sur case blanche f7 · Pion noir sur case noire g7 · Pion noir sur case blanche h7 · Pion noir sur case blanche e6 · Pion blanc sur case blanche b5 · Dame noire sur case blanche h5 · Cavalier noir sur case noire f4 · Pion blanc sur case noire a3 · Cavalier blanc sur case noire c3 · Tour noire sur case blanche d3 · Pion blanc sur case blanche f3 · Pion blanc sur case blanche h3 · Pion blanc sur case noire b2 · Dame blanche sur case blanche c2 · Pion blanc sur case blanche g2 · Roi blanc sur case noire h2 · Tour blanche sur case noire g1 | Roi noir sur case blanche c8 · Pion noir sur case blanche b7 · Pion noir sur case noire c7 · Pion noir sur case blanche f7 · Pion noir sur case noire g7 · Pion noir sur case blanche h7 · Pion noir sur case blanche e6 · Pion blanc sur case blanche b5 · Dame noire sur case blanche h5 · Cavalier noir sur case noire f4 · Pion blanc sur case noire a3 · Cavalier blanc sur case noire c3 · Tour noire sur case blanche d3 · Pion blanc sur case blanche f3 · Pion blanc sur case blanche h3 · Pion blanc sur case noire b2 · Dame blanche sur case blanche c2 · Pion blanc sur case blanche g2 · Roi blanc sur case noire h2 · Tour blanche sur case noire g1 | Roi noir sur case blanche c8 · Pion noir sur case blanche b7 · Pion noir sur case noire c7 · Pion noir sur case blanche f7 · Pion noir sur case noire g7 · Pion noir sur case blanche h7 · Pion noir sur case blanche e6 · Pion blanc sur case blanche b5 · Dame noire sur case blanche h5 · Cavalier noir sur case noire f4 · Pion blanc sur case noire a3 · Cavalier blanc sur case noire c3 · Tour noire sur case blanche d3 · Pion blanc sur case blanche f3 · Pion blanc sur case blanche h3 · Pion blanc sur case noire b2 · Dame blanche sur case blanche c2 · Pion blanc sur case blanche g2 · Roi blanc sur case noire h2 · Tour blanche sur case noire g1 | Roi noir sur case blanche c8 · Pion noir sur case blanche b7 · Pion noir sur case noire c7 · Pion noir sur case blanche f7 · Pion noir sur case noire g7 · Pion noir sur case blanche h7 · Pion noir sur case blanche e6 · Pion blanc sur case blanche b5 · Dame noire sur case blanche h5 · Cavalier noir sur case noire f4 · Pion blanc sur case noire a3 · Cavalier blanc sur case noire c3 · Tour noire sur case blanche d3 · Pion blanc sur case blanche f3 · Pion blanc sur case blanche h3 · Pion blanc sur case noire b2 · Dame blanche sur case blanche c2 · Pion blanc sur case blanche g2 · Roi blanc sur case noire h2 · Tour blanche sur case noire g1 | Roi noir sur case blanche c8 · Pion noir sur case blanche b7 · Pion noir sur case noire c7 · Pion noir sur case blanche f7 · Pion noir sur case noire g7 · Pion noir sur case blanche h7 · Pion noir sur case blanche e6 · Pion blanc sur case blanche b5 · Dame noire sur case blanche h5 · Cavalier noir sur case noire f4 · Pion blanc sur case noire a3 · Cavalier blanc sur case noire c3 · Tour noire sur case blanche d3 · Pion blanc sur case blanche f3 · Pion blanc sur case blanche h3 · Pion blanc sur case noire b2 · Dame blanche sur case blanche c2 · Pion blanc sur case blanche g2 · Roi blanc sur case noire h2 · Tour blanche sur case noire g1 | Roi noir sur case blanche c8 · Pion noir sur case blanche b7 · Pion noir sur case noire c7 · Pion noir sur case blanche f7 · Pion noir sur case noire g7 · Pion noir sur case blanche h7 · Pion noir sur case blanche e6 · Pion blanc sur case blanche b5 · Dame noire sur case blanche h5 · Cavalier noir sur case noire f4 · Pion blanc sur case noire a3 · Cavalier blanc sur case noire c3 · Tour noire sur case blanche d3 · Pion blanc sur case blanche f3 · Pion blanc sur case blanche h3 · Pion blanc sur case noire b2 · Dame blanche sur case blanche c2 · Pion blanc sur case blanche g2 · Roi blanc sur case noire h2 · Tour blanche sur case noire g1 | 6 |
| 5 | Roi noir sur case blanche c8 · Pion noir sur case blanche b7 · Pion noir sur case noire c7 · Pion noir sur case blanche f7 · Pion noir sur case noire g7 · Pion noir sur case blanche h7 · Pion noir sur case blanche e6 · Pion blanc sur case blanche b5 · Dame noire sur case blanche h5 · Cavalier noir sur case noire f4 · Pion blanc sur case noire a3 · Cavalier blanc sur case noire c3 · Tour noire sur case blanche d3 · Pion blanc sur case blanche f3 · Pion blanc sur case blanche h3 · Pion blanc sur case noire b2 · Dame blanche sur case blanche c2 · Pion blanc sur case blanche g2 · Roi blanc sur case noire h2 · Tour blanche sur case noire g1 | Roi noir sur case blanche c8 · Pion noir sur case blanche b7 · Pion noir sur case noire c7 · Pion noir sur case blanche f7 · Pion noir sur case noire g7 · Pion noir sur case blanche h7 · Pion noir sur case blanche e6 · Pion blanc sur case blanche b5 · Dame noire sur case blanche h5 · Cavalier noir sur case noire f4 · Pion blanc sur case noire a3 · Cavalier blanc sur case noire c3 · Tour noire sur case blanche d3 · Pion blanc sur case blanche f3 · Pion blanc sur case blanche h3 · Pion blanc sur case noire b2 · Dame blanche sur case blanche c2 · Pion blanc sur case blanche g2 · Roi blanc sur case noire h2 · Tour blanche sur case noire g1 | Roi noir sur case blanche c8 · Pion noir sur case blanche b7 · Pion noir sur case noire c7 · Pion noir sur case blanche f7 · Pion noir sur case noire g7 · Pion noir sur case blanche h7 · Pion noir sur case blanche e6 · Pion blanc sur case blanche b5 · Dame noire sur case blanche h5 · Cavalier noir sur case noire f4 · Pion blanc sur case noire a3 · Cavalier blanc sur case noire c3 · Tour noire sur case blanche d3 · Pion blanc sur case blanche f3 · Pion blanc sur case blanche h3 · Pion blanc sur case noire b2 · Dame blanche sur case blanche c2 · Pion blanc sur case blanche g2 · Roi blanc sur case noire h2 · Tour blanche sur case noire g1 | Roi noir sur case blanche c8 · Pion noir sur case blanche b7 · Pion noir sur case noire c7 · Pion noir sur case blanche f7 · Pion noir sur case noire g7 · Pion noir sur case blanche h7 · Pion noir sur case blanche e6 · Pion blanc sur case blanche b5 · Dame noire sur case blanche h5 · Cavalier noir sur case noire f4 · Pion blanc sur case noire a3 · Cavalier blanc sur case noire c3 · Tour noire sur case blanche d3 · Pion blanc sur case blanche f3 · Pion blanc sur case blanche h3 · Pion blanc sur case noire b2 · Dame blanche sur case blanche c2 · Pion blanc sur case blanche g2 · Roi blanc sur case noire h2 · Tour blanche sur case noire g1 | Roi noir sur case blanche c8 · Pion noir sur case blanche b7 · Pion noir sur case noire c7 · Pion noir sur case blanche f7 · Pion noir sur case noire g7 · Pion noir sur case blanche h7 · Pion noir sur case blanche e6 · Pion blanc sur case blanche b5 · Dame noire sur case blanche h5 · Cavalier noir sur case noire f4 · Pion blanc sur case noire a3 · Cavalier blanc sur case noire c3 · Tour noire sur case blanche d3 · Pion blanc sur case blanche f3 · Pion blanc sur case blanche h3 · Pion blanc sur case noire b2 · Dame blanche sur case blanche c2 · Pion blanc sur case blanche g2 · Roi blanc sur case noire h2 · Tour blanche sur case noire g1 | Roi noir sur case blanche c8 · Pion noir sur case blanche b7 · Pion noir sur case noire c7 · Pion noir sur case blanche f7 · Pion noir sur case noire g7 · Pion noir sur case blanche h7 · Pion noir sur case blanche e6 · Pion blanc sur case blanche b5 · Dame noire sur case blanche h5 · Cavalier noir sur case noire f4 · Pion blanc sur case noire a3 · Cavalier blanc sur case noire c3 · Tour noire sur case blanche d3 · Pion blanc sur case blanche f3 · Pion blanc sur case blanche h3 · Pion blanc sur case noire b2 · Dame blanche sur case blanche c2 · Pion blanc sur case blanche g2 · Roi blanc sur case noire h2 · Tour blanche sur case noire g1 | Roi noir sur case blanche c8 · Pion noir sur case blanche b7 · Pion noir sur case noire c7 · Pion noir sur case blanche f7 · Pion noir sur case noire g7 · Pion noir sur case blanche h7 · Pion noir sur case blanche e6 · Pion blanc sur case blanche b5 · Dame noire sur case blanche h5 · Cavalier noir sur case noire f4 · Pion blanc sur case noire a3 · Cavalier blanc sur case noire c3 · Tour noire sur case blanche d3 · Pion blanc sur case blanche f3 · Pion blanc sur case blanche h3 · Pion blanc sur case noire b2 · Dame blanche sur case blanche c2 · Pion blanc sur case blanche g2 · Roi blanc sur case noire h2 · Tour blanche sur case noire g1 | Roi noir sur case blanche c8 · Pion noir sur case blanche b7 · Pion noir sur case noire c7 · Pion noir sur case blanche f7 · Pion noir sur case noire g7 · Pion noir sur case blanche h7 · Pion noir sur case blanche e6 · Pion blanc sur case blanche b5 · Dame noire sur case blanche h5 · Cavalier noir sur case noire f4 · Pion blanc sur case noire a3 · Cavalier blanc sur case noire c3 · Tour noire sur case blanche d3 · Pion blanc sur case blanche f3 · Pion blanc sur case blanche h3 · Pion blanc sur case noire b2 · Dame blanche sur case blanche c2 · Pion blanc sur case blanche g2 · Roi blanc sur case noire h2 · Tour blanche sur case noire g1 | 5 |
| 4 | Roi noir sur case blanche c8 · Pion noir sur case blanche b7 · Pion noir sur case noire c7 · Pion noir sur case blanche f7 · Pion noir sur case noire g7 · Pion noir sur case blanche h7 · Pion noir sur case blanche e6 · Pion blanc sur case blanche b5 · Dame noire sur case blanche h5 · Cavalier noir sur case noire f4 · Pion blanc sur case noire a3 · Cavalier blanc sur case noire c3 · Tour noire sur case blanche d3 · Pion blanc sur case blanche f3 · Pion blanc sur case blanche h3 · Pion blanc sur case noire b2 · Dame blanche sur case blanche c2 · Pion blanc sur case blanche g2 · Roi blanc sur case noire h2 · Tour blanche sur case noire g1 | Roi noir sur case blanche c8 · Pion noir sur case blanche b7 · Pion noir sur case noire c7 · Pion noir sur case blanche f7 · Pion noir sur case noire g7 · Pion noir sur case blanche h7 · Pion noir sur case blanche e6 · Pion blanc sur case blanche b5 · Dame noire sur case blanche h5 · Cavalier noir sur case noire f4 · Pion blanc sur case noire a3 · Cavalier blanc sur case noire c3 · Tour noire sur case blanche d3 · Pion blanc sur case blanche f3 · Pion blanc sur case blanche h3 · Pion blanc sur case noire b2 · Dame blanche sur case blanche c2 · Pion blanc sur case blanche g2 · Roi blanc sur case noire h2 · Tour blanche sur case noire g1 | Roi noir sur case blanche c8 · Pion noir sur case blanche b7 · Pion noir sur case noire c7 · Pion noir sur case blanche f7 · Pion noir sur case noire g7 · Pion noir sur case blanche h7 · Pion noir sur case blanche e6 · Pion blanc sur case blanche b5 · Dame noire sur case blanche h5 · Cavalier noir sur case noire f4 · Pion blanc sur case noire a3 · Cavalier blanc sur case noire c3 · Tour noire sur case blanche d3 · Pion blanc sur case blanche f3 · Pion blanc sur case blanche h3 · Pion blanc sur case noire b2 · Dame blanche sur case blanche c2 · Pion blanc sur case blanche g2 · Roi blanc sur case noire h2 · Tour blanche sur case noire g1 | Roi noir sur case blanche c8 · Pion noir sur case blanche b7 · Pion noir sur case noire c7 · Pion noir sur case blanche f7 · Pion noir sur case noire g7 · Pion noir sur case blanche h7 · Pion noir sur case blanche e6 · Pion blanc sur case blanche b5 · Dame noire sur case blanche h5 · Cavalier noir sur case noire f4 · Pion blanc sur case noire a3 · Cavalier blanc sur case noire c3 · Tour noire sur case blanche d3 · Pion blanc sur case blanche f3 · Pion blanc sur case blanche h3 · Pion blanc sur case noire b2 · Dame blanche sur case blanche c2 · Pion blanc sur case blanche g2 · Roi blanc sur case noire h2 · Tour blanche sur case noire g1 | Roi noir sur case blanche c8 · Pion noir sur case blanche b7 · Pion noir sur case noire c7 · Pion noir sur case blanche f7 · Pion noir sur case noire g7 · Pion noir sur case blanche h7 · Pion noir sur case blanche e6 · Pion blanc sur case blanche b5 · Dame noire sur case blanche h5 · Cavalier noir sur case noire f4 · Pion blanc sur case noire a3 · Cavalier blanc sur case noire c3 · Tour noire sur case blanche d3 · Pion blanc sur case blanche f3 · Pion blanc sur case blanche h3 · Pion blanc sur case noire b2 · Dame blanche sur case blanche c2 · Pion blanc sur case blanche g2 · Roi blanc sur case noire h2 · Tour blanche sur case noire g1 | Roi noir sur case blanche c8 · Pion noir sur case blanche b7 · Pion noir sur case noire c7 · Pion noir sur case blanche f7 · Pion noir sur case noire g7 · Pion noir sur case blanche h7 · Pion noir sur case blanche e6 · Pion blanc sur case blanche b5 · Dame noire sur case blanche h5 · Cavalier noir sur case noire f4 · Pion blanc sur case noire a3 · Cavalier blanc sur case noire c3 · Tour noire sur case blanche d3 · Pion blanc sur case blanche f3 · Pion blanc sur case blanche h3 · Pion blanc sur case noire b2 · Dame blanche sur case blanche c2 · Pion blanc sur case blanche g2 · Roi blanc sur case noire h2 · Tour blanche sur case noire g1 | Roi noir sur case blanche c8 · Pion noir sur case blanche b7 · Pion noir sur case noire c7 · Pion noir sur case blanche f7 · Pion noir sur case noire g7 · Pion noir sur case blanche h7 · Pion noir sur case blanche e6 · Pion blanc sur case blanche b5 · Dame noire sur case blanche h5 · Cavalier noir sur case noire f4 · Pion blanc sur case noire a3 · Cavalier blanc sur case noire c3 · Tour noire sur case blanche d3 · Pion blanc sur case blanche f3 · Pion blanc sur case blanche h3 · Pion blanc sur case noire b2 · Dame blanche sur case blanche c2 · Pion blanc sur case blanche g2 · Roi blanc sur case noire h2 · Tour blanche sur case noire g1 | Roi noir sur case blanche c8 · Pion noir sur case blanche b7 · Pion noir sur case noire c7 · Pion noir sur case blanche f7 · Pion noir sur case noire g7 · Pion noir sur case blanche h7 · Pion noir sur case blanche e6 · Pion blanc sur case blanche b5 · Dame noire sur case blanche h5 · Cavalier noir sur case noire f4 · Pion blanc sur case noire a3 · Cavalier blanc sur case noire c3 · Tour noire sur case blanche d3 · Pion blanc sur case blanche f3 · Pion blanc sur case blanche h3 · Pion blanc sur case noire b2 · Dame blanche sur case blanche c2 · Pion blanc sur case blanche g2 · Roi blanc sur case noire h2 · Tour blanche sur case noire g1 | 4 |
| 3 | Roi noir sur case blanche c8 · Pion noir sur case blanche b7 · Pion noir sur case noire c7 · Pion noir sur case blanche f7 · Pion noir sur case noire g7 · Pion noir sur case blanche h7 · Pion noir sur case blanche e6 · Pion blanc sur case blanche b5 · Dame noire sur case blanche h5 · Cavalier noir sur case noire f4 · Pion blanc sur case noire a3 · Cavalier blanc sur case noire c3 · Tour noire sur case blanche d3 · Pion blanc sur case blanche f3 · Pion blanc sur case blanche h3 · Pion blanc sur case noire b2 · Dame blanche sur case blanche c2 · Pion blanc sur case blanche g2 · Roi blanc sur case noire h2 · Tour blanche sur case noire g1 | Roi noir sur case blanche c8 · Pion noir sur case blanche b7 · Pion noir sur case noire c7 · Pion noir sur case blanche f7 · Pion noir sur case noire g7 · Pion noir sur case blanche h7 · Pion noir sur case blanche e6 · Pion blanc sur case blanche b5 · Dame noire sur case blanche h5 · Cavalier noir sur case noire f4 · Pion blanc sur case noire a3 · Cavalier blanc sur case noire c3 · Tour noire sur case blanche d3 · Pion blanc sur case blanche f3 · Pion blanc sur case blanche h3 · Pion blanc sur case noire b2 · Dame blanche sur case blanche c2 · Pion blanc sur case blanche g2 · Roi blanc sur case noire h2 · Tour blanche sur case noire g1 | Roi noir sur case blanche c8 · Pion noir sur case blanche b7 · Pion noir sur case noire c7 · Pion noir sur case blanche f7 · Pion noir sur case noire g7 · Pion noir sur case blanche h7 · Pion noir sur case blanche e6 · Pion blanc sur case blanche b5 · Dame noire sur case blanche h5 · Cavalier noir sur case noire f4 · Pion blanc sur case noire a3 · Cavalier blanc sur case noire c3 · Tour noire sur case blanche d3 · Pion blanc sur case blanche f3 · Pion blanc sur case blanche h3 · Pion blanc sur case noire b2 · Dame blanche sur case blanche c2 · Pion blanc sur case blanche g2 · Roi blanc sur case noire h2 · Tour blanche sur case noire g1 | Roi noir sur case blanche c8 · Pion noir sur case blanche b7 · Pion noir sur case noire c7 · Pion noir sur case blanche f7 · Pion noir sur case noire g7 · Pion noir sur case blanche h7 · Pion noir sur case blanche e6 · Pion blanc sur case blanche b5 · Dame noire sur case blanche h5 · Cavalier noir sur case noire f4 · Pion blanc sur case noire a3 · Cavalier blanc sur case noire c3 · Tour noire sur case blanche d3 · Pion blanc sur case blanche f3 · Pion blanc sur case blanche h3 · Pion blanc sur case noire b2 · Dame blanche sur case blanche c2 · Pion blanc sur case blanche g2 · Roi blanc sur case noire h2 · Tour blanche sur case noire g1 | Roi noir sur case blanche c8 · Pion noir sur case blanche b7 · Pion noir sur case noire c7 · Pion noir sur case blanche f7 · Pion noir sur case noire g7 · Pion noir sur case blanche h7 · Pion noir sur case blanche e6 · Pion blanc sur case blanche b5 · Dame noire sur case blanche h5 · Cavalier noir sur case noire f4 · Pion blanc sur case noire a3 · Cavalier blanc sur case noire c3 · Tour noire sur case blanche d3 · Pion blanc sur case blanche f3 · Pion blanc sur case blanche h3 · Pion blanc sur case noire b2 · Dame blanche sur case blanche c2 · Pion blanc sur case blanche g2 · Roi blanc sur case noire h2 · Tour blanche sur case noire g1 | Roi noir sur case blanche c8 · Pion noir sur case blanche b7 · Pion noir sur case noire c7 · Pion noir sur case blanche f7 · Pion noir sur case noire g7 · Pion noir sur case blanche h7 · Pion noir sur case blanche e6 · Pion blanc sur case blanche b5 · Dame noire sur case blanche h5 · Cavalier noir sur case noire f4 · Pion blanc sur case noire a3 · Cavalier blanc sur case noire c3 · Tour noire sur case blanche d3 · Pion blanc sur case blanche f3 · Pion blanc sur case blanche h3 · Pion blanc sur case noire b2 · Dame blanche sur case blanche c2 · Pion blanc sur case blanche g2 · Roi blanc sur case noire h2 · Tour blanche sur case noire g1 | Roi noir sur case blanche c8 · Pion noir sur case blanche b7 · Pion noir sur case noire c7 · Pion noir sur case blanche f7 · Pion noir sur case noire g7 · Pion noir sur case blanche h7 · Pion noir sur case blanche e6 · Pion blanc sur case blanche b5 · Dame noire sur case blanche h5 · Cavalier noir sur case noire f4 · Pion blanc sur case noire a3 · Cavalier blanc sur case noire c3 · Tour noire sur case blanche d3 · Pion blanc sur case blanche f3 · Pion blanc sur case blanche h3 · Pion blanc sur case noire b2 · Dame blanche sur case blanche c2 · Pion blanc sur case blanche g2 · Roi blanc sur case noire h2 · Tour blanche sur case noire g1 | Roi noir sur case blanche c8 · Pion noir sur case blanche b7 · Pion noir sur case noire c7 · Pion noir sur case blanche f7 · Pion noir sur case noire g7 · Pion noir sur case blanche h7 · Pion noir sur case blanche e6 · Pion blanc sur case blanche b5 · Dame noire sur case blanche h5 · Cavalier noir sur case noire f4 · Pion blanc sur case noire a3 · Cavalier blanc sur case noire c3 · Tour noire sur case blanche d3 · Pion blanc sur case blanche f3 · Pion blanc sur case blanche h3 · Pion blanc sur case noire b2 · Dame blanche sur case blanche c2 · Pion blanc sur case blanche g2 · Roi blanc sur case noire h2 · Tour blanche sur case noire g1 | 3 |
| 2 | Roi noir sur case blanche c8 · Pion noir sur case blanche b7 · Pion noir sur case noire c7 · Pion noir sur case blanche f7 · Pion noir sur case noire g7 · Pion noir sur case blanche h7 · Pion noir sur case blanche e6 · Pion blanc sur case blanche b5 · Dame noire sur case blanche h5 · Cavalier noir sur case noire f4 · Pion blanc sur case noire a3 · Cavalier blanc sur case noire c3 · Tour noire sur case blanche d3 · Pion blanc sur case blanche f3 · Pion blanc sur case blanche h3 · Pion blanc sur case noire b2 · Dame blanche sur case blanche c2 · Pion blanc sur case blanche g2 · Roi blanc sur case noire h2 · Tour blanche sur case noire g1 | Roi noir sur case blanche c8 · Pion noir sur case blanche b7 · Pion noir sur case noire c7 · Pion noir sur case blanche f7 · Pion noir sur case noire g7 · Pion noir sur case blanche h7 · Pion noir sur case blanche e6 · Pion blanc sur case blanche b5 · Dame noire sur case blanche h5 · Cavalier noir sur case noire f4 · Pion blanc sur case noire a3 · Cavalier blanc sur case noire c3 · Tour noire sur case blanche d3 · Pion blanc sur case blanche f3 · Pion blanc sur case blanche h3 · Pion blanc sur case noire b2 · Dame blanche sur case blanche c2 · Pion blanc sur case blanche g2 · Roi blanc sur case noire h2 · Tour blanche sur case noire g1 | Roi noir sur case blanche c8 · Pion noir sur case blanche b7 · Pion noir sur case noire c7 · Pion noir sur case blanche f7 · Pion noir sur case noire g7 · Pion noir sur case blanche h7 · Pion noir sur case blanche e6 · Pion blanc sur case blanche b5 · Dame noire sur case blanche h5 · Cavalier noir sur case noire f4 · Pion blanc sur case noire a3 · Cavalier blanc sur case noire c3 · Tour noire sur case blanche d3 · Pion blanc sur case blanche f3 · Pion blanc sur case blanche h3 · Pion blanc sur case noire b2 · Dame blanche sur case blanche c2 · Pion blanc sur case blanche g2 · Roi blanc sur case noire h2 · Tour blanche sur case noire g1 | Roi noir sur case blanche c8 · Pion noir sur case blanche b7 · Pion noir sur case noire c7 · Pion noir sur case blanche f7 · Pion noir sur case noire g7 · Pion noir sur case blanche h7 · Pion noir sur case blanche e6 · Pion blanc sur case blanche b5 · Dame noire sur case blanche h5 · Cavalier noir sur case noire f4 · Pion blanc sur case noire a3 · Cavalier blanc sur case noire c3 · Tour noire sur case blanche d3 · Pion blanc sur case blanche f3 · Pion blanc sur case blanche h3 · Pion blanc sur case noire b2 · Dame blanche sur case blanche c2 · Pion blanc sur case blanche g2 · Roi blanc sur case noire h2 · Tour blanche sur case noire g1 | Roi noir sur case blanche c8 · Pion noir sur case blanche b7 · Pion noir sur case noire c7 · Pion noir sur case blanche f7 · Pion noir sur case noire g7 · Pion noir sur case blanche h7 · Pion noir sur case blanche e6 · Pion blanc sur case blanche b5 · Dame noire sur case blanche h5 · Cavalier noir sur case noire f4 · Pion blanc sur case noire a3 · Cavalier blanc sur case noire c3 · Tour noire sur case blanche d3 · Pion blanc sur case blanche f3 · Pion blanc sur case blanche h3 · Pion blanc sur case noire b2 · Dame blanche sur case blanche c2 · Pion blanc sur case blanche g2 · Roi blanc sur case noire h2 · Tour blanche sur case noire g1 | Roi noir sur case blanche c8 · Pion noir sur case blanche b7 · Pion noir sur case noire c7 · Pion noir sur case blanche f7 · Pion noir sur case noire g7 · Pion noir sur case blanche h7 · Pion noir sur case blanche e6 · Pion blanc sur case blanche b5 · Dame noire sur case blanche h5 · Cavalier noir sur case noire f4 · Pion blanc sur case noire a3 · Cavalier blanc sur case noire c3 · Tour noire sur case blanche d3 · Pion blanc sur case blanche f3 · Pion blanc sur case blanche h3 · Pion blanc sur case noire b2 · Dame blanche sur case blanche c2 · Pion blanc sur case blanche g2 · Roi blanc sur case noire h2 · Tour blanche sur case noire g1 | Roi noir sur case blanche c8 · Pion noir sur case blanche b7 · Pion noir sur case noire c7 · Pion noir sur case blanche f7 · Pion noir sur case noire g7 · Pion noir sur case blanche h7 · Pion noir sur case blanche e6 · Pion blanc sur case blanche b5 · Dame noire sur case blanche h5 · Cavalier noir sur case noire f4 · Pion blanc sur case noire a3 · Cavalier blanc sur case noire c3 · Tour noire sur case blanche d3 · Pion blanc sur case blanche f3 · Pion blanc sur case blanche h3 · Pion blanc sur case noire b2 · Dame blanche sur case blanche c2 · Pion blanc sur case blanche g2 · Roi blanc sur case noire h2 · Tour blanche sur case noire g1 | Roi noir sur case blanche c8 · Pion noir sur case blanche b7 · Pion noir sur case noire c7 · Pion noir sur case blanche f7 · Pion noir sur case noire g7 · Pion noir sur case blanche h7 · Pion noir sur case blanche e6 · Pion blanc sur case blanche b5 · Dame noire sur case blanche h5 · Cavalier noir sur case noire f4 · Pion blanc sur case noire a3 · Cavalier blanc sur case noire c3 · Tour noire sur case blanche d3 · Pion blanc sur case blanche f3 · Pion blanc sur case blanche h3 · Pion blanc sur case noire b2 · Dame blanche sur case blanche c2 · Pion blanc sur case blanche g2 · Roi blanc sur case noire h2 · Tour blanche sur case noire g1 | 2 |
| 1 | Roi noir sur case blanche c8 · Pion noir sur case blanche b7 · Pion noir sur case noire c7 · Pion noir sur case blanche f7 · Pion noir sur case noire g7 · Pion noir sur case blanche h7 · Pion noir sur case blanche e6 · Pion blanc sur case blanche b5 · Dame noire sur case blanche h5 · Cavalier noir sur case noire f4 · Pion blanc sur case noire a3 · Cavalier blanc sur case noire c3 · Tour noire sur case blanche d3 · Pion blanc sur case blanche f3 · Pion blanc sur case blanche h3 · Pion blanc sur case noire b2 · Dame blanche sur case blanche c2 · Pion blanc sur case blanche g2 · Roi blanc sur case noire h2 · Tour blanche sur case noire g1 | Roi noir sur case blanche c8 · Pion noir sur case blanche b7 · Pion noir sur case noire c7 · Pion noir sur case blanche f7 · Pion noir sur case noire g7 · Pion noir sur case blanche h7 · Pion noir sur case blanche e6 · Pion blanc sur case blanche b5 · Dame noire sur case blanche h5 · Cavalier noir sur case noire f4 · Pion blanc sur case noire a3 · Cavalier blanc sur case noire c3 · Tour noire sur case blanche d3 · Pion blanc sur case blanche f3 · Pion blanc sur case blanche h3 · Pion blanc sur case noire b2 · Dame blanche sur case blanche c2 · Pion blanc sur case blanche g2 · Roi blanc sur case noire h2 · Tour blanche sur case noire g1 | Roi noir sur case blanche c8 · Pion noir sur case blanche b7 · Pion noir sur case noire c7 · Pion noir sur case blanche f7 · Pion noir sur case noire g7 · Pion noir sur case blanche h7 · Pion noir sur case blanche e6 · Pion blanc sur case blanche b5 · Dame noire sur case blanche h5 · Cavalier noir sur case noire f4 · Pion blanc sur case noire a3 · Cavalier blanc sur case noire c3 · Tour noire sur case blanche d3 · Pion blanc sur case blanche f3 · Pion blanc sur case blanche h3 · Pion blanc sur case noire b2 · Dame blanche sur case blanche c2 · Pion blanc sur case blanche g2 · Roi blanc sur case noire h2 · Tour blanche sur case noire g1 | Roi noir sur case blanche c8 · Pion noir sur case blanche b7 · Pion noir sur case noire c7 · Pion noir sur case blanche f7 · Pion noir sur case noire g7 · Pion noir sur case blanche h7 · Pion noir sur case blanche e6 · Pion blanc sur case blanche b5 · Dame noire sur case blanche h5 · Cavalier noir sur case noire f4 · Pion blanc sur case noire a3 · Cavalier blanc sur case noire c3 · Tour noire sur case blanche d3 · Pion blanc sur case blanche f3 · Pion blanc sur case blanche h3 · Pion blanc sur case noire b2 · Dame blanche sur case blanche c2 · Pion blanc sur case blanche g2 · Roi blanc sur case noire h2 · Tour blanche sur case noire g1 | Roi noir sur case blanche c8 · Pion noir sur case blanche b7 · Pion noir sur case noire c7 · Pion noir sur case blanche f7 · Pion noir sur case noire g7 · Pion noir sur case blanche h7 · Pion noir sur case blanche e6 · Pion blanc sur case blanche b5 · Dame noire sur case blanche h5 · Cavalier noir sur case noire f4 · Pion blanc sur case noire a3 · Cavalier blanc sur case noire c3 · Tour noire sur case blanche d3 · Pion blanc sur case blanche f3 · Pion blanc sur case blanche h3 · Pion blanc sur case noire b2 · Dame blanche sur case blanche c2 · Pion blanc sur case blanche g2 · Roi blanc sur case noire h2 · Tour blanche sur case noire g1 | Roi noir sur case blanche c8 · Pion noir sur case blanche b7 · Pion noir sur case noire c7 · Pion noir sur case blanche f7 · Pion noir sur case noire g7 · Pion noir sur case blanche h7 · Pion noir sur case blanche e6 · Pion blanc sur case blanche b5 · Dame noire sur case blanche h5 · Cavalier noir sur case noire f4 · Pion blanc sur case noire a3 · Cavalier blanc sur case noire c3 · Tour noire sur case blanche d3 · Pion blanc sur case blanche f3 · Pion blanc sur case blanche h3 · Pion blanc sur case noire b2 · Dame blanche sur case blanche c2 · Pion blanc sur case blanche g2 · Roi blanc sur case noire h2 · Tour blanche sur case noire g1 | Roi noir sur case blanche c8 · Pion noir sur case blanche b7 · Pion noir sur case noire c7 · Pion noir sur case blanche f7 · Pion noir sur case noire g7 · Pion noir sur case blanche h7 · Pion noir sur case blanche e6 · Pion blanc sur case blanche b5 · Dame noire sur case blanche h5 · Cavalier noir sur case noire f4 · Pion blanc sur case noire a3 · Cavalier blanc sur case noire c3 · Tour noire sur case blanche d3 · Pion blanc sur case blanche f3 · Pion blanc sur case blanche h3 · Pion blanc sur case noire b2 · Dame blanche sur case blanche c2 · Pion blanc sur case blanche g2 · Roi blanc sur case noire h2 · Tour blanche sur case noire g1 | Roi noir sur case blanche c8 · Pion noir sur case blanche b7 · Pion noir sur case noire c7 · Pion noir sur case blanche f7 · Pion noir sur case noire g7 · Pion noir sur case blanche h7 · Pion noir sur case blanche e6 · Pion blanc sur case blanche b5 · Dame noire sur case blanche h5 · Cavalier noir sur case noire f4 · Pion blanc sur case noire a3 · Cavalier blanc sur case noire c3 · Tour noire sur case blanche d3 · Pion blanc sur case blanche f3 · Pion blanc sur case blanche h3 · Pion blanc sur case noire b2 · Dame blanche sur case blanche c2 · Pion blanc sur case blanche g2 · Roi blanc sur case noire h2 · Tour blanche sur case noire g1 | 1 |
|   | a | b | c | d | e | f | g | h |   |

La partie suivante, contre le futur grand maître Daniel Yanofsky, qui a remporté un prix de beauté pour sa victoire contre Mikhail Botvinnik au tournoi de Groningue l'année précédente, est la première victoire d'Evans contre un joueur de renom :

Yanofsky - Evans, Open des États-Unis 1947, défense Alekhine B05

1. e4 Cf6 2. e5 Cd5 3. d4 d6 4. Cf3 Fg4 5. h3 Fxf3 6. Dxf3 dxe5 7. dxe5 e6 8. a3 Cc6 9. Fb5 Dd7 10. c4 Cde7 11. 0-0 Dd4 12. Fg5 a6 13. Fxe7 axb5 14. Fxf8 Txf8 15. cxb5 Cxe5 16. De2 0-0-0 17. Cc3 Cg6 18. Tad1 De5 19. Dc2 Txd1 20. Txd1 Td8 21. Tc1 Cf4 22. Rh1 Dh5 24. Rh2 Td3 25. f3 (diagramme)
|   | a | b | c | d | e | f | g | h |   |
| 8 | Tour noire sur case blanche a8 · Roi noir sur case blanche g8 · Fou noir sur case noire e7 · Pion noir sur case blanche h7 · Cavalier noir sur case noire b6 · Pion noir sur case blanche c6 · Pion noir sur case blanche e6 · Pion blanc sur case noire g5 · Cavalier blanc sur case blanche h5 · Pion noir sur case noire b4 · Pion noir sur case blanche c4 · Pion blanc sur case noire d4 · Roi blanc sur case blanche g4 · Fou blanc sur case noire e3 · Pion blanc sur case blanche a2 · Pion blanc sur case noire b2 · Pion blanc sur case blanche e2 · Pion blanc sur case noire h2 · Tour blanche sur case noire a1 | Tour noire sur case blanche a8 · Roi noir sur case blanche g8 · Fou noir sur case noire e7 · Pion noir sur case blanche h7 · Cavalier noir sur case noire b6 · Pion noir sur case blanche c6 · Pion noir sur case blanche e6 · Pion blanc sur case noire g5 · Cavalier blanc sur case blanche h5 · Pion noir sur case noire b4 · Pion noir sur case blanche c4 · Pion blanc sur case noire d4 · Roi blanc sur case blanche g4 · Fou blanc sur case noire e3 · Pion blanc sur case blanche a2 · Pion blanc sur case noire b2 · Pion blanc sur case blanche e2 · Pion blanc sur case noire h2 · Tour blanche sur case noire a1 | Tour noire sur case blanche a8 · Roi noir sur case blanche g8 · Fou noir sur case noire e7 · Pion noir sur case blanche h7 · Cavalier noir sur case noire b6 · Pion noir sur case blanche c6 · Pion noir sur case blanche e6 · Pion blanc sur case noire g5 · Cavalier blanc sur case blanche h5 · Pion noir sur case noire b4 · Pion noir sur case blanche c4 · Pion blanc sur case noire d4 · Roi blanc sur case blanche g4 · Fou blanc sur case noire e3 · Pion blanc sur case blanche a2 · Pion blanc sur case noire b2 · Pion blanc sur case blanche e2 · Pion blanc sur case noire h2 · Tour blanche sur case noire a1 | Tour noire sur case blanche a8 · Roi noir sur case blanche g8 · Fou noir sur case noire e7 · Pion noir sur case blanche h7 · Cavalier noir sur case noire b6 · Pion noir sur case blanche c6 · Pion noir sur case blanche e6 · Pion blanc sur case noire g5 · Cavalier blanc sur case blanche h5 · Pion noir sur case noire b4 · Pion noir sur case blanche c4 · Pion blanc sur case noire d4 · Roi blanc sur case blanche g4 · Fou blanc sur case noire e3 · Pion blanc sur case blanche a2 · Pion blanc sur case noire b2 · Pion blanc sur case blanche e2 · Pion blanc sur case noire h2 · Tour blanche sur case noire a1 | Tour noire sur case blanche a8 · Roi noir sur case blanche g8 · Fou noir sur case noire e7 · Pion noir sur case blanche h7 · Cavalier noir sur case noire b6 · Pion noir sur case blanche c6 · Pion noir sur case blanche e6 · Pion blanc sur case noire g5 · Cavalier blanc sur case blanche h5 · Pion noir sur case noire b4 · Pion noir sur case blanche c4 · Pion blanc sur case noire d4 · Roi blanc sur case blanche g4 · Fou blanc sur case noire e3 · Pion blanc sur case blanche a2 · Pion blanc sur case noire b2 · Pion blanc sur case blanche e2 · Pion blanc sur case noire h2 · Tour blanche sur case noire a1 | Tour noire sur case blanche a8 · Roi noir sur case blanche g8 · Fou noir sur case noire e7 · Pion noir sur case blanche h7 · Cavalier noir sur case noire b6 · Pion noir sur case blanche c6 · Pion noir sur case blanche e6 · Pion blanc sur case noire g5 · Cavalier blanc sur case blanche h5 · Pion noir sur case noire b4 · Pion noir sur case blanche c4 · Pion blanc sur case noire d4 · Roi blanc sur case blanche g4 · Fou blanc sur case noire e3 · Pion blanc sur case blanche a2 · Pion blanc sur case noire b2 · Pion blanc sur case blanche e2 · Pion blanc sur case noire h2 · Tour blanche sur case noire a1 | Tour noire sur case blanche a8 · Roi noir sur case blanche g8 · Fou noir sur case noire e7 · Pion noir sur case blanche h7 · Cavalier noir sur case noire b6 · Pion noir sur case blanche c6 · Pion noir sur case blanche e6 · Pion blanc sur case noire g5 · Cavalier blanc sur case blanche h5 · Pion noir sur case noire b4 · Pion noir sur case blanche c4 · Pion blanc sur case noire d4 · Roi blanc sur case blanche g4 · Fou blanc sur case noire e3 · Pion blanc sur case blanche a2 · Pion blanc sur case noire b2 · Pion blanc sur case blanche e2 · Pion blanc sur case noire h2 · Tour blanche sur case noire a1 | Tour noire sur case blanche a8 · Roi noir sur case blanche g8 · Fou noir sur case noire e7 · Pion noir sur case blanche h7 · Cavalier noir sur case noire b6 · Pion noir sur case blanche c6 · Pion noir sur case blanche e6 · Pion blanc sur case noire g5 · Cavalier blanc sur case blanche h5 · Pion noir sur case noire b4 · Pion noir sur case blanche c4 · Pion blanc sur case noire d4 · Roi blanc sur case blanche g4 · Fou blanc sur case noire e3 · Pion blanc sur case blanche a2 · Pion blanc sur case noire b2 · Pion blanc sur case blanche e2 · Pion blanc sur case noire h2 · Tour blanche sur case noire a1 | 8 |
| 7 | Tour noire sur case blanche a8 · Roi noir sur case blanche g8 · Fou noir sur case noire e7 · Pion noir sur case blanche h7 · Cavalier noir sur case noire b6 · Pion noir sur case blanche c6 · Pion noir sur case blanche e6 · Pion blanc sur case noire g5 · Cavalier blanc sur case blanche h5 · Pion noir sur case noire b4 · Pion noir sur case blanche c4 · Pion blanc sur case noire d4 · Roi blanc sur case blanche g4 · Fou blanc sur case noire e3 · Pion blanc sur case blanche a2 · Pion blanc sur case noire b2 · Pion blanc sur case blanche e2 · Pion blanc sur case noire h2 · Tour blanche sur case noire a1 | Tour noire sur case blanche a8 · Roi noir sur case blanche g8 · Fou noir sur case noire e7 · Pion noir sur case blanche h7 · Cavalier noir sur case noire b6 · Pion noir sur case blanche c6 · Pion noir sur case blanche e6 · Pion blanc sur case noire g5 · Cavalier blanc sur case blanche h5 · Pion noir sur case noire b4 · Pion noir sur case blanche c4 · Pion blanc sur case noire d4 · Roi blanc sur case blanche g4 · Fou blanc sur case noire e3 · Pion blanc sur case blanche a2 · Pion blanc sur case noire b2 · Pion blanc sur case blanche e2 · Pion blanc sur case noire h2 · Tour blanche sur case noire a1 | Tour noire sur case blanche a8 · Roi noir sur case blanche g8 · Fou noir sur case noire e7 · Pion noir sur case blanche h7 · Cavalier noir sur case noire b6 · Pion noir sur case blanche c6 · Pion noir sur case blanche e6 · Pion blanc sur case noire g5 · Cavalier blanc sur case blanche h5 · Pion noir sur case noire b4 · Pion noir sur case blanche c4 · Pion blanc sur case noire d4 · Roi blanc sur case blanche g4 · Fou blanc sur case noire e3 · Pion blanc sur case blanche a2 · Pion blanc sur case noire b2 · Pion blanc sur case blanche e2 · Pion blanc sur case noire h2 · Tour blanche sur case noire a1 | Tour noire sur case blanche a8 · Roi noir sur case blanche g8 · Fou noir sur case noire e7 · Pion noir sur case blanche h7 · Cavalier noir sur case noire b6 · Pion noir sur case blanche c6 · Pion noir sur case blanche e6 · Pion blanc sur case noire g5 · Cavalier blanc sur case blanche h5 · Pion noir sur case noire b4 · Pion noir sur case blanche c4 · Pion blanc sur case noire d4 · Roi blanc sur case blanche g4 · Fou blanc sur case noire e3 · Pion blanc sur case blanche a2 · Pion blanc sur case noire b2 · Pion blanc sur case blanche e2 · Pion blanc sur case noire h2 · Tour blanche sur case noire a1 | Tour noire sur case blanche a8 · Roi noir sur case blanche g8 · Fou noir sur case noire e7 · Pion noir sur case blanche h7 · Cavalier noir sur case noire b6 · Pion noir sur case blanche c6 · Pion noir sur case blanche e6 · Pion blanc sur case noire g5 · Cavalier blanc sur case blanche h5 · Pion noir sur case noire b4 · Pion noir sur case blanche c4 · Pion blanc sur case noire d4 · Roi blanc sur case blanche g4 · Fou blanc sur case noire e3 · Pion blanc sur case blanche a2 · Pion blanc sur case noire b2 · Pion blanc sur case blanche e2 · Pion blanc sur case noire h2 · Tour blanche sur case noire a1 | Tour noire sur case blanche a8 · Roi noir sur case blanche g8 · Fou noir sur case noire e7 · Pion noir sur case blanche h7 · Cavalier noir sur case noire b6 · Pion noir sur case blanche c6 · Pion noir sur case blanche e6 · Pion blanc sur case noire g5 · Cavalier blanc sur case blanche h5 · Pion noir sur case noire b4 · Pion noir sur case blanche c4 · Pion blanc sur case noire d4 · Roi blanc sur case blanche g4 · Fou blanc sur case noire e3 · Pion blanc sur case blanche a2 · Pion blanc sur case noire b2 · Pion blanc sur case blanche e2 · Pion blanc sur case noire h2 · Tour blanche sur case noire a1 | Tour noire sur case blanche a8 · Roi noir sur case blanche g8 · Fou noir sur case noire e7 · Pion noir sur case blanche h7 · Cavalier noir sur case noire b6 · Pion noir sur case blanche c6 · Pion noir sur case blanche e6 · Pion blanc sur case noire g5 · Cavalier blanc sur case blanche h5 · Pion noir sur case noire b4 · Pion noir sur case blanche c4 · Pion blanc sur case noire d4 · Roi blanc sur case blanche g4 · Fou blanc sur case noire e3 · Pion blanc sur case blanche a2 · Pion blanc sur case noire b2 · Pion blanc sur case blanche e2 · Pion blanc sur case noire h2 · Tour blanche sur case noire a1 | Tour noire sur case blanche a8 · Roi noir sur case blanche g8 · Fou noir sur case noire e7 · Pion noir sur case blanche h7 · Cavalier noir sur case noire b6 · Pion noir sur case blanche c6 · Pion noir sur case blanche e6 · Pion blanc sur case noire g5 · Cavalier blanc sur case blanche h5 · Pion noir sur case noire b4 · Pion noir sur case blanche c4 · Pion blanc sur case noire d4 · Roi blanc sur case blanche g4 · Fou blanc sur case noire e3 · Pion blanc sur case blanche a2 · Pion blanc sur case noire b2 · Pion blanc sur case blanche e2 · Pion blanc sur case noire h2 · Tour blanche sur case noire a1 | 7 |
| 6 | Tour noire sur case blanche a8 · Roi noir sur case blanche g8 · Fou noir sur case noire e7 · Pion noir sur case blanche h7 · Cavalier noir sur case noire b6 · Pion noir sur case blanche c6 · Pion noir sur case blanche e6 · Pion blanc sur case noire g5 · Cavalier blanc sur case blanche h5 · Pion noir sur case noire b4 · Pion noir sur case blanche c4 · Pion blanc sur case noire d4 · Roi blanc sur case blanche g4 · Fou blanc sur case noire e3 · Pion blanc sur case blanche a2 · Pion blanc sur case noire b2 · Pion blanc sur case blanche e2 · Pion blanc sur case noire h2 · Tour blanche sur case noire a1 | Tour noire sur case blanche a8 · Roi noir sur case blanche g8 · Fou noir sur case noire e7 · Pion noir sur case blanche h7 · Cavalier noir sur case noire b6 · Pion noir sur case blanche c6 · Pion noir sur case blanche e6 · Pion blanc sur case noire g5 · Cavalier blanc sur case blanche h5 · Pion noir sur case noire b4 · Pion noir sur case blanche c4 · Pion blanc sur case noire d4 · Roi blanc sur case blanche g4 · Fou blanc sur case noire e3 · Pion blanc sur case blanche a2 · Pion blanc sur case noire b2 · Pion blanc sur case blanche e2 · Pion blanc sur case noire h2 · Tour blanche sur case noire a1 | Tour noire sur case blanche a8 · Roi noir sur case blanche g8 · Fou noir sur case noire e7 · Pion noir sur case blanche h7 · Cavalier noir sur case noire b6 · Pion noir sur case blanche c6 · Pion noir sur case blanche e6 · Pion blanc sur case noire g5 · Cavalier blanc sur case blanche h5 · Pion noir sur case noire b4 · Pion noir sur case blanche c4 · Pion blanc sur case noire d4 · Roi blanc sur case blanche g4 · Fou blanc sur case noire e3 · Pion blanc sur case blanche a2 · Pion blanc sur case noire b2 · Pion blanc sur case blanche e2 · Pion blanc sur case noire h2 · Tour blanche sur case noire a1 | Tour noire sur case blanche a8 · Roi noir sur case blanche g8 · Fou noir sur case noire e7 · Pion noir sur case blanche h7 · Cavalier noir sur case noire b6 · Pion noir sur case blanche c6 · Pion noir sur case blanche e6 · Pion blanc sur case noire g5 · Cavalier blanc sur case blanche h5 · Pion noir sur case noire b4 · Pion noir sur case blanche c4 · Pion blanc sur case noire d4 · Roi blanc sur case blanche g4 · Fou blanc sur case noire e3 · Pion blanc sur case blanche a2 · Pion blanc sur case noire b2 · Pion blanc sur case blanche e2 · Pion blanc sur case noire h2 · Tour blanche sur case noire a1 | Tour noire sur case blanche a8 · Roi noir sur case blanche g8 · Fou noir sur case noire e7 · Pion noir sur case blanche h7 · Cavalier noir sur case noire b6 · Pion noir sur case blanche c6 · Pion noir sur case blanche e6 · Pion blanc sur case noire g5 · Cavalier blanc sur case blanche h5 · Pion noir sur case noire b4 · Pion noir sur case blanche c4 · Pion blanc sur case noire d4 · Roi blanc sur case blanche g4 · Fou blanc sur case noire e3 · Pion blanc sur case blanche a2 · Pion blanc sur case noire b2 · Pion blanc sur case blanche e2 · Pion blanc sur case noire h2 · Tour blanche sur case noire a1 | Tour noire sur case blanche a8 · Roi noir sur case blanche g8 · Fou noir sur case noire e7 · Pion noir sur case blanche h7 · Cavalier noir sur case noire b6 · Pion noir sur case blanche c6 · Pion noir sur case blanche e6 · Pion blanc sur case noire g5 · Cavalier blanc sur case blanche h5 · Pion noir sur case noire b4 · Pion noir sur case blanche c4 · Pion blanc sur case noire d4 · Roi blanc sur case blanche g4 · Fou blanc sur case noire e3 · Pion blanc sur case blanche a2 · Pion blanc sur case noire b2 · Pion blanc sur case blanche e2 · Pion blanc sur case noire h2 · Tour blanche sur case noire a1 | Tour noire sur case blanche a8 · Roi noir sur case blanche g8 · Fou noir sur case noire e7 · Pion noir sur case blanche h7 · Cavalier noir sur case noire b6 · Pion noir sur case blanche c6 · Pion noir sur case blanche e6 · Pion blanc sur case noire g5 · Cavalier blanc sur case blanche h5 · Pion noir sur case noire b4 · Pion noir sur case blanche c4 · Pion blanc sur case noire d4 · Roi blanc sur case blanche g4 · Fou blanc sur case noire e3 · Pion blanc sur case blanche a2 · Pion blanc sur case noire b2 · Pion blanc sur case blanche e2 · Pion blanc sur case noire h2 · Tour blanche sur case noire a1 | Tour noire sur case blanche a8 · Roi noir sur case blanche g8 · Fou noir sur case noire e7 · Pion noir sur case blanche h7 · Cavalier noir sur case noire b6 · Pion noir sur case blanche c6 · Pion noir sur case blanche e6 · Pion blanc sur case noire g5 · Cavalier blanc sur case blanche h5 · Pion noir sur case noire b4 · Pion noir sur case blanche c4 · Pion blanc sur case noire d4 · Roi blanc sur case blanche g4 · Fou blanc sur case noire e3 · Pion blanc sur case blanche a2 · Pion blanc sur case noire b2 · Pion blanc sur case blanche e2 · Pion blanc sur case noire h2 · Tour blanche sur case noire a1 | 6 |
| 5 | Tour noire sur case blanche a8 · Roi noir sur case blanche g8 · Fou noir sur case noire e7 · Pion noir sur case blanche h7 · Cavalier noir sur case noire b6 · Pion noir sur case blanche c6 · Pion noir sur case blanche e6 · Pion blanc sur case noire g5 · Cavalier blanc sur case blanche h5 · Pion noir sur case noire b4 · Pion noir sur case blanche c4 · Pion blanc sur case noire d4 · Roi blanc sur case blanche g4 · Fou blanc sur case noire e3 · Pion blanc sur case blanche a2 · Pion blanc sur case noire b2 · Pion blanc sur case blanche e2 · Pion blanc sur case noire h2 · Tour blanche sur case noire a1 | Tour noire sur case blanche a8 · Roi noir sur case blanche g8 · Fou noir sur case noire e7 · Pion noir sur case blanche h7 · Cavalier noir sur case noire b6 · Pion noir sur case blanche c6 · Pion noir sur case blanche e6 · Pion blanc sur case noire g5 · Cavalier blanc sur case blanche h5 · Pion noir sur case noire b4 · Pion noir sur case blanche c4 · Pion blanc sur case noire d4 · Roi blanc sur case blanche g4 · Fou blanc sur case noire e3 · Pion blanc sur case blanche a2 · Pion blanc sur case noire b2 · Pion blanc sur case blanche e2 · Pion blanc sur case noire h2 · Tour blanche sur case noire a1 | Tour noire sur case blanche a8 · Roi noir sur case blanche g8 · Fou noir sur case noire e7 · Pion noir sur case blanche h7 · Cavalier noir sur case noire b6 · Pion noir sur case blanche c6 · Pion noir sur case blanche e6 · Pion blanc sur case noire g5 · Cavalier blanc sur case blanche h5 · Pion noir sur case noire b4 · Pion noir sur case blanche c4 · Pion blanc sur case noire d4 · Roi blanc sur case blanche g4 · Fou blanc sur case noire e3 · Pion blanc sur case blanche a2 · Pion blanc sur case noire b2 · Pion blanc sur case blanche e2 · Pion blanc sur case noire h2 · Tour blanche sur case noire a1 | Tour noire sur case blanche a8 · Roi noir sur case blanche g8 · Fou noir sur case noire e7 · Pion noir sur case blanche h7 · Cavalier noir sur case noire b6 · Pion noir sur case blanche c6 · Pion noir sur case blanche e6 · Pion blanc sur case noire g5 · Cavalier blanc sur case blanche h5 · Pion noir sur case noire b4 · Pion noir sur case blanche c4 · Pion blanc sur case noire d4 · Roi blanc sur case blanche g4 · Fou blanc sur case noire e3 · Pion blanc sur case blanche a2 · Pion blanc sur case noire b2 · Pion blanc sur case blanche e2 · Pion blanc sur case noire h2 · Tour blanche sur case noire a1 | Tour noire sur case blanche a8 · Roi noir sur case blanche g8 · Fou noir sur case noire e7 · Pion noir sur case blanche h7 · Cavalier noir sur case noire b6 · Pion noir sur case blanche c6 · Pion noir sur case blanche e6 · Pion blanc sur case noire g5 · Cavalier blanc sur case blanche h5 · Pion noir sur case noire b4 · Pion noir sur case blanche c4 · Pion blanc sur case noire d4 · Roi blanc sur case blanche g4 · Fou blanc sur case noire e3 · Pion blanc sur case blanche a2 · Pion blanc sur case noire b2 · Pion blanc sur case blanche e2 · Pion blanc sur case noire h2 · Tour blanche sur case noire a1 | Tour noire sur case blanche a8 · Roi noir sur case blanche g8 · Fou noir sur case noire e7 · Pion noir sur case blanche h7 · Cavalier noir sur case noire b6 · Pion noir sur case blanche c6 · Pion noir sur case blanche e6 · Pion blanc sur case noire g5 · Cavalier blanc sur case blanche h5 · Pion noir sur case noire b4 · Pion noir sur case blanche c4 · Pion blanc sur case noire d4 · Roi blanc sur case blanche g4 · Fou blanc sur case noire e3 · Pion blanc sur case blanche a2 · Pion blanc sur case noire b2 · Pion blanc sur case blanche e2 · Pion blanc sur case noire h2 · Tour blanche sur case noire a1 | Tour noire sur case blanche a8 · Roi noir sur case blanche g8 · Fou noir sur case noire e7 · Pion noir sur case blanche h7 · Cavalier noir sur case noire b6 · Pion noir sur case blanche c6 · Pion noir sur case blanche e6 · Pion blanc sur case noire g5 · Cavalier blanc sur case blanche h5 · Pion noir sur case noire b4 · Pion noir sur case blanche c4 · Pion blanc sur case noire d4 · Roi blanc sur case blanche g4 · Fou blanc sur case noire e3 · Pion blanc sur case blanche a2 · Pion blanc sur case noire b2 · Pion blanc sur case blanche e2 · Pion blanc sur case noire h2 · Tour blanche sur case noire a1 | Tour noire sur case blanche a8 · Roi noir sur case blanche g8 · Fou noir sur case noire e7 · Pion noir sur case blanche h7 · Cavalier noir sur case noire b6 · Pion noir sur case blanche c6 · Pion noir sur case blanche e6 · Pion blanc sur case noire g5 · Cavalier blanc sur case blanche h5 · Pion noir sur case noire b4 · Pion noir sur case blanche c4 · Pion blanc sur case noire d4 · Roi blanc sur case blanche g4 · Fou blanc sur case noire e3 · Pion blanc sur case blanche a2 · Pion blanc sur case noire b2 · Pion blanc sur case blanche e2 · Pion blanc sur case noire h2 · Tour blanche sur case noire a1 | 5 |
| 4 | Tour noire sur case blanche a8 · Roi noir sur case blanche g8 · Fou noir sur case noire e7 · Pion noir sur case blanche h7 · Cavalier noir sur case noire b6 · Pion noir sur case blanche c6 · Pion noir sur case blanche e6 · Pion blanc sur case noire g5 · Cavalier blanc sur case blanche h5 · Pion noir sur case noire b4 · Pion noir sur case blanche c4 · Pion blanc sur case noire d4 · Roi blanc sur case blanche g4 · Fou blanc sur case noire e3 · Pion blanc sur case blanche a2 · Pion blanc sur case noire b2 · Pion blanc sur case blanche e2 · Pion blanc sur case noire h2 · Tour blanche sur case noire a1 | Tour noire sur case blanche a8 · Roi noir sur case blanche g8 · Fou noir sur case noire e7 · Pion noir sur case blanche h7 · Cavalier noir sur case noire b6 · Pion noir sur case blanche c6 · Pion noir sur case blanche e6 · Pion blanc sur case noire g5 · Cavalier blanc sur case blanche h5 · Pion noir sur case noire b4 · Pion noir sur case blanche c4 · Pion blanc sur case noire d4 · Roi blanc sur case blanche g4 · Fou blanc sur case noire e3 · Pion blanc sur case blanche a2 · Pion blanc sur case noire b2 · Pion blanc sur case blanche e2 · Pion blanc sur case noire h2 · Tour blanche sur case noire a1 | Tour noire sur case blanche a8 · Roi noir sur case blanche g8 · Fou noir sur case noire e7 · Pion noir sur case blanche h7 · Cavalier noir sur case noire b6 · Pion noir sur case blanche c6 · Pion noir sur case blanche e6 · Pion blanc sur case noire g5 · Cavalier blanc sur case blanche h5 · Pion noir sur case noire b4 · Pion noir sur case blanche c4 · Pion blanc sur case noire d4 · Roi blanc sur case blanche g4 · Fou blanc sur case noire e3 · Pion blanc sur case blanche a2 · Pion blanc sur case noire b2 · Pion blanc sur case blanche e2 · Pion blanc sur case noire h2 · Tour blanche sur case noire a1 | Tour noire sur case blanche a8 · Roi noir sur case blanche g8 · Fou noir sur case noire e7 · Pion noir sur case blanche h7 · Cavalier noir sur case noire b6 · Pion noir sur case blanche c6 · Pion noir sur case blanche e6 · Pion blanc sur case noire g5 · Cavalier blanc sur case blanche h5 · Pion noir sur case noire b4 · Pion noir sur case blanche c4 · Pion blanc sur case noire d4 · Roi blanc sur case blanche g4 · Fou blanc sur case noire e3 · Pion blanc sur case blanche a2 · Pion blanc sur case noire b2 · Pion blanc sur case blanche e2 · Pion blanc sur case noire h2 · Tour blanche sur case noire a1 | Tour noire sur case blanche a8 · Roi noir sur case blanche g8 · Fou noir sur case noire e7 · Pion noir sur case blanche h7 · Cavalier noir sur case noire b6 · Pion noir sur case blanche c6 · Pion noir sur case blanche e6 · Pion blanc sur case noire g5 · Cavalier blanc sur case blanche h5 · Pion noir sur case noire b4 · Pion noir sur case blanche c4 · Pion blanc sur case noire d4 · Roi blanc sur case blanche g4 · Fou blanc sur case noire e3 · Pion blanc sur case blanche a2 · Pion blanc sur case noire b2 · Pion blanc sur case blanche e2 · Pion blanc sur case noire h2 · Tour blanche sur case noire a1 | Tour noire sur case blanche a8 · Roi noir sur case blanche g8 · Fou noir sur case noire e7 · Pion noir sur case blanche h7 · Cavalier noir sur case noire b6 · Pion noir sur case blanche c6 · Pion noir sur case blanche e6 · Pion blanc sur case noire g5 · Cavalier blanc sur case blanche h5 · Pion noir sur case noire b4 · Pion noir sur case blanche c4 · Pion blanc sur case noire d4 · Roi blanc sur case blanche g4 · Fou blanc sur case noire e3 · Pion blanc sur case blanche a2 · Pion blanc sur case noire b2 · Pion blanc sur case blanche e2 · Pion blanc sur case noire h2 · Tour blanche sur case noire a1 | Tour noire sur case blanche a8 · Roi noir sur case blanche g8 · Fou noir sur case noire e7 · Pion noir sur case blanche h7 · Cavalier noir sur case noire b6 · Pion noir sur case blanche c6 · Pion noir sur case blanche e6 · Pion blanc sur case noire g5 · Cavalier blanc sur case blanche h5 · Pion noir sur case noire b4 · Pion noir sur case blanche c4 · Pion blanc sur case noire d4 · Roi blanc sur case blanche g4 · Fou blanc sur case noire e3 · Pion blanc sur case blanche a2 · Pion blanc sur case noire b2 · Pion blanc sur case blanche e2 · Pion blanc sur case noire h2 · Tour blanche sur case noire a1 | Tour noire sur case blanche a8 · Roi noir sur case blanche g8 · Fou noir sur case noire e7 · Pion noir sur case blanche h7 · Cavalier noir sur case noire b6 · Pion noir sur case blanche c6 · Pion noir sur case blanche e6 · Pion blanc sur case noire g5 · Cavalier blanc sur case blanche h5 · Pion noir sur case noire b4 · Pion noir sur case blanche c4 · Pion blanc sur case noire d4 · Roi blanc sur case blanche g4 · Fou blanc sur case noire e3 · Pion blanc sur case blanche a2 · Pion blanc sur case noire b2 · Pion blanc sur case blanche e2 · Pion blanc sur case noire h2 · Tour blanche sur case noire a1 | 4 |
| 3 | Tour noire sur case blanche a8 · Roi noir sur case blanche g8 · Fou noir sur case noire e7 · Pion noir sur case blanche h7 · Cavalier noir sur case noire b6 · Pion noir sur case blanche c6 · Pion noir sur case blanche e6 · Pion blanc sur case noire g5 · Cavalier blanc sur case blanche h5 · Pion noir sur case noire b4 · Pion noir sur case blanche c4 · Pion blanc sur case noire d4 · Roi blanc sur case blanche g4 · Fou blanc sur case noire e3 · Pion blanc sur case blanche a2 · Pion blanc sur case noire b2 · Pion blanc sur case blanche e2 · Pion blanc sur case noire h2 · Tour blanche sur case noire a1 | Tour noire sur case blanche a8 · Roi noir sur case blanche g8 · Fou noir sur case noire e7 · Pion noir sur case blanche h7 · Cavalier noir sur case noire b6 · Pion noir sur case blanche c6 · Pion noir sur case blanche e6 · Pion blanc sur case noire g5 · Cavalier blanc sur case blanche h5 · Pion noir sur case noire b4 · Pion noir sur case blanche c4 · Pion blanc sur case noire d4 · Roi blanc sur case blanche g4 · Fou blanc sur case noire e3 · Pion blanc sur case blanche a2 · Pion blanc sur case noire b2 · Pion blanc sur case blanche e2 · Pion blanc sur case noire h2 · Tour blanche sur case noire a1 | Tour noire sur case blanche a8 · Roi noir sur case blanche g8 · Fou noir sur case noire e7 · Pion noir sur case blanche h7 · Cavalier noir sur case noire b6 · Pion noir sur case blanche c6 · Pion noir sur case blanche e6 · Pion blanc sur case noire g5 · Cavalier blanc sur case blanche h5 · Pion noir sur case noire b4 · Pion noir sur case blanche c4 · Pion blanc sur case noire d4 · Roi blanc sur case blanche g4 · Fou blanc sur case noire e3 · Pion blanc sur case blanche a2 · Pion blanc sur case noire b2 · Pion blanc sur case blanche e2 · Pion blanc sur case noire h2 · Tour blanche sur case noire a1 | Tour noire sur case blanche a8 · Roi noir sur case blanche g8 · Fou noir sur case noire e7 · Pion noir sur case blanche h7 · Cavalier noir sur case noire b6 · Pion noir sur case blanche c6 · Pion noir sur case blanche e6 · Pion blanc sur case noire g5 · Cavalier blanc sur case blanche h5 · Pion noir sur case noire b4 · Pion noir sur case blanche c4 · Pion blanc sur case noire d4 · Roi blanc sur case blanche g4 · Fou blanc sur case noire e3 · Pion blanc sur case blanche a2 · Pion blanc sur case noire b2 · Pion blanc sur case blanche e2 · Pion blanc sur case noire h2 · Tour blanche sur case noire a1 | Tour noire sur case blanche a8 · Roi noir sur case blanche g8 · Fou noir sur case noire e7 · Pion noir sur case blanche h7 · Cavalier noir sur case noire b6 · Pion noir sur case blanche c6 · Pion noir sur case blanche e6 · Pion blanc sur case noire g5 · Cavalier blanc sur case blanche h5 · Pion noir sur case noire b4 · Pion noir sur case blanche c4 · Pion blanc sur case noire d4 · Roi blanc sur case blanche g4 · Fou blanc sur case noire e3 · Pion blanc sur case blanche a2 · Pion blanc sur case noire b2 · Pion blanc sur case blanche e2 · Pion blanc sur case noire h2 · Tour blanche sur case noire a1 | Tour noire sur case blanche a8 · Roi noir sur case blanche g8 · Fou noir sur case noire e7 · Pion noir sur case blanche h7 · Cavalier noir sur case noire b6 · Pion noir sur case blanche c6 · Pion noir sur case blanche e6 · Pion blanc sur case noire g5 · Cavalier blanc sur case blanche h5 · Pion noir sur case noire b4 · Pion noir sur case blanche c4 · Pion blanc sur case noire d4 · Roi blanc sur case blanche g4 · Fou blanc sur case noire e3 · Pion blanc sur case blanche a2 · Pion blanc sur case noire b2 · Pion blanc sur case blanche e2 · Pion blanc sur case noire h2 · Tour blanche sur case noire a1 | Tour noire sur case blanche a8 · Roi noir sur case blanche g8 · Fou noir sur case noire e7 · Pion noir sur case blanche h7 · Cavalier noir sur case noire b6 · Pion noir sur case blanche c6 · Pion noir sur case blanche e6 · Pion blanc sur case noire g5 · Cavalier blanc sur case blanche h5 · Pion noir sur case noire b4 · Pion noir sur case blanche c4 · Pion blanc sur case noire d4 · Roi blanc sur case blanche g4 · Fou blanc sur case noire e3 · Pion blanc sur case blanche a2 · Pion blanc sur case noire b2 · Pion blanc sur case blanche e2 · Pion blanc sur case noire h2 · Tour blanche sur case noire a1 | Tour noire sur case blanche a8 · Roi noir sur case blanche g8 · Fou noir sur case noire e7 · Pion noir sur case blanche h7 · Cavalier noir sur case noire b6 · Pion noir sur case blanche c6 · Pion noir sur case blanche e6 · Pion blanc sur case noire g5 · Cavalier blanc sur case blanche h5 · Pion noir sur case noire b4 · Pion noir sur case blanche c4 · Pion blanc sur case noire d4 · Roi blanc sur case blanche g4 · Fou blanc sur case noire e3 · Pion blanc sur case blanche a2 · Pion blanc sur case noire b2 · Pion blanc sur case blanche e2 · Pion blanc sur case noire h2 · Tour blanche sur case noire a1 | 3 |
| 2 | Tour noire sur case blanche a8 · Roi noir sur case blanche g8 · Fou noir sur case noire e7 · Pion noir sur case blanche h7 · Cavalier noir sur case noire b6 · Pion noir sur case blanche c6 · Pion noir sur case blanche e6 · Pion blanc sur case noire g5 · Cavalier blanc sur case blanche h5 · Pion noir sur case noire b4 · Pion noir sur case blanche c4 · Pion blanc sur case noire d4 · Roi blanc sur case blanche g4 · Fou blanc sur case noire e3 · Pion blanc sur case blanche a2 · Pion blanc sur case noire b2 · Pion blanc sur case blanche e2 · Pion blanc sur case noire h2 · Tour blanche sur case noire a1 | Tour noire sur case blanche a8 · Roi noir sur case blanche g8 · Fou noir sur case noire e7 · Pion noir sur case blanche h7 · Cavalier noir sur case noire b6 · Pion noir sur case blanche c6 · Pion noir sur case blanche e6 · Pion blanc sur case noire g5 · Cavalier blanc sur case blanche h5 · Pion noir sur case noire b4 · Pion noir sur case blanche c4 · Pion blanc sur case noire d4 · Roi blanc sur case blanche g4 · Fou blanc sur case noire e3 · Pion blanc sur case blanche a2 · Pion blanc sur case noire b2 · Pion blanc sur case blanche e2 · Pion blanc sur case noire h2 · Tour blanche sur case noire a1 | Tour noire sur case blanche a8 · Roi noir sur case blanche g8 · Fou noir sur case noire e7 · Pion noir sur case blanche h7 · Cavalier noir sur case noire b6 · Pion noir sur case blanche c6 · Pion noir sur case blanche e6 · Pion blanc sur case noire g5 · Cavalier blanc sur case blanche h5 · Pion noir sur case noire b4 · Pion noir sur case blanche c4 · Pion blanc sur case noire d4 · Roi blanc sur case blanche g4 · Fou blanc sur case noire e3 · Pion blanc sur case blanche a2 · Pion blanc sur case noire b2 · Pion blanc sur case blanche e2 · Pion blanc sur case noire h2 · Tour blanche sur case noire a1 | Tour noire sur case blanche a8 · Roi noir sur case blanche g8 · Fou noir sur case noire e7 · Pion noir sur case blanche h7 · Cavalier noir sur case noire b6 · Pion noir sur case blanche c6 · Pion noir sur case blanche e6 · Pion blanc sur case noire g5 · Cavalier blanc sur case blanche h5 · Pion noir sur case noire b4 · Pion noir sur case blanche c4 · Pion blanc sur case noire d4 · Roi blanc sur case blanche g4 · Fou blanc sur case noire e3 · Pion blanc sur case blanche a2 · Pion blanc sur case noire b2 · Pion blanc sur case blanche e2 · Pion blanc sur case noire h2 · Tour blanche sur case noire a1 | Tour noire sur case blanche a8 · Roi noir sur case blanche g8 · Fou noir sur case noire e7 · Pion noir sur case blanche h7 · Cavalier noir sur case noire b6 · Pion noir sur case blanche c6 · Pion noir sur case blanche e6 · Pion blanc sur case noire g5 · Cavalier blanc sur case blanche h5 · Pion noir sur case noire b4 · Pion noir sur case blanche c4 · Pion blanc sur case noire d4 · Roi blanc sur case blanche g4 · Fou blanc sur case noire e3 · Pion blanc sur case blanche a2 · Pion blanc sur case noire b2 · Pion blanc sur case blanche e2 · Pion blanc sur case noire h2 · Tour blanche sur case noire a1 | Tour noire sur case blanche a8 · Roi noir sur case blanche g8 · Fou noir sur case noire e7 · Pion noir sur case blanche h7 · Cavalier noir sur case noire b6 · Pion noir sur case blanche c6 · Pion noir sur case blanche e6 · Pion blanc sur case noire g5 · Cavalier blanc sur case blanche h5 · Pion noir sur case noire b4 · Pion noir sur case blanche c4 · Pion blanc sur case noire d4 · Roi blanc sur case blanche g4 · Fou blanc sur case noire e3 · Pion blanc sur case blanche a2 · Pion blanc sur case noire b2 · Pion blanc sur case blanche e2 · Pion blanc sur case noire h2 · Tour blanche sur case noire a1 | Tour noire sur case blanche a8 · Roi noir sur case blanche g8 · Fou noir sur case noire e7 · Pion noir sur case blanche h7 · Cavalier noir sur case noire b6 · Pion noir sur case blanche c6 · Pion noir sur case blanche e6 · Pion blanc sur case noire g5 · Cavalier blanc sur case blanche h5 · Pion noir sur case noire b4 · Pion noir sur case blanche c4 · Pion blanc sur case noire d4 · Roi blanc sur case blanche g4 · Fou blanc sur case noire e3 · Pion blanc sur case blanche a2 · Pion blanc sur case noire b2 · Pion blanc sur case blanche e2 · Pion blanc sur case noire h2 · Tour blanche sur case noire a1 | Tour noire sur case blanche a8 · Roi noir sur case blanche g8 · Fou noir sur case noire e7 · Pion noir sur case blanche h7 · Cavalier noir sur case noire b6 · Pion noir sur case blanche c6 · Pion noir sur case blanche e6 · Pion blanc sur case noire g5 · Cavalier blanc sur case blanche h5 · Pion noir sur case noire b4 · Pion noir sur case blanche c4 · Pion blanc sur case noire d4 · Roi blanc sur case blanche g4 · Fou blanc sur case noire e3 · Pion blanc sur case blanche a2 · Pion blanc sur case noire b2 · Pion blanc sur case blanche e2 · Pion blanc sur case noire h2 · Tour blanche sur case noire a1 | 2 |
| 1 | Tour noire sur case blanche a8 · Roi noir sur case blanche g8 · Fou noir sur case noire e7 · Pion noir sur case blanche h7 · Cavalier noir sur case noire b6 · Pion noir sur case blanche c6 · Pion noir sur case blanche e6 · Pion blanc sur case noire g5 · Cavalier blanc sur case blanche h5 · Pion noir sur case noire b4 · Pion noir sur case blanche c4 · Pion blanc sur case noire d4 · Roi blanc sur case blanche g4 · Fou blanc sur case noire e3 · Pion blanc sur case blanche a2 · Pion blanc sur case noire b2 · Pion blanc sur case blanche e2 · Pion blanc sur case noire h2 · Tour blanche sur case noire a1 | Tour noire sur case blanche a8 · Roi noir sur case blanche g8 · Fou noir sur case noire e7 · Pion noir sur case blanche h7 · Cavalier noir sur case noire b6 · Pion noir sur case blanche c6 · Pion noir sur case blanche e6 · Pion blanc sur case noire g5 · Cavalier blanc sur case blanche h5 · Pion noir sur case noire b4 · Pion noir sur case blanche c4 · Pion blanc sur case noire d4 · Roi blanc sur case blanche g4 · Fou blanc sur case noire e3 · Pion blanc sur case blanche a2 · Pion blanc sur case noire b2 · Pion blanc sur case blanche e2 · Pion blanc sur case noire h2 · Tour blanche sur case noire a1 | Tour noire sur case blanche a8 · Roi noir sur case blanche g8 · Fou noir sur case noire e7 · Pion noir sur case blanche h7 · Cavalier noir sur case noire b6 · Pion noir sur case blanche c6 · Pion noir sur case blanche e6 · Pion blanc sur case noire g5 · Cavalier blanc sur case blanche h5 · Pion noir sur case noire b4 · Pion noir sur case blanche c4 · Pion blanc sur case noire d4 · Roi blanc sur case blanche g4 · Fou blanc sur case noire e3 · Pion blanc sur case blanche a2 · Pion blanc sur case noire b2 · Pion blanc sur case blanche e2 · Pion blanc sur case noire h2 · Tour blanche sur case noire a1 | Tour noire sur case blanche a8 · Roi noir sur case blanche g8 · Fou noir sur case noire e7 · Pion noir sur case blanche h7 · Cavalier noir sur case noire b6 · Pion noir sur case blanche c6 · Pion noir sur case blanche e6 · Pion blanc sur case noire g5 · Cavalier blanc sur case blanche h5 · Pion noir sur case noire b4 · Pion noir sur case blanche c4 · Pion blanc sur case noire d4 · Roi blanc sur case blanche g4 · Fou blanc sur case noire e3 · Pion blanc sur case blanche a2 · Pion blanc sur case noire b2 · Pion blanc sur case blanche e2 · Pion blanc sur case noire h2 · Tour blanche sur case noire a1 | Tour noire sur case blanche a8 · Roi noir sur case blanche g8 · Fou noir sur case noire e7 · Pion noir sur case blanche h7 · Cavalier noir sur case noire b6 · Pion noir sur case blanche c6 · Pion noir sur case blanche e6 · Pion blanc sur case noire g5 · Cavalier blanc sur case blanche h5 · Pion noir sur case noire b4 · Pion noir sur case blanche c4 · Pion blanc sur case noire d4 · Roi blanc sur case blanche g4 · Fou blanc sur case noire e3 · Pion blanc sur case blanche a2 · Pion blanc sur case noire b2 · Pion blanc sur case blanche e2 · Pion blanc sur case noire h2 · Tour blanche sur case noire a1 | Tour noire sur case blanche a8 · Roi noir sur case blanche g8 · Fou noir sur case noire e7 · Pion noir sur case blanche h7 · Cavalier noir sur case noire b6 · Pion noir sur case blanche c6 · Pion noir sur case blanche e6 · Pion blanc sur case noire g5 · Cavalier blanc sur case blanche h5 · Pion noir sur case noire b4 · Pion noir sur case blanche c4 · Pion blanc sur case noire d4 · Roi blanc sur case blanche g4 · Fou blanc sur case noire e3 · Pion blanc sur case blanche a2 · Pion blanc sur case noire b2 · Pion blanc sur case blanche e2 · Pion blanc sur case noire h2 · Tour blanche sur case noire a1 | Tour noire sur case blanche a8 · Roi noir sur case blanche g8 · Fou noir sur case noire e7 · Pion noir sur case blanche h7 · Cavalier noir sur case noire b6 · Pion noir sur case blanche c6 · Pion noir sur case blanche e6 · Pion blanc sur case noire g5 · Cavalier blanc sur case blanche h5 · Pion noir sur case noire b4 · Pion noir sur case blanche c4 · Pion blanc sur case noire d4 · Roi blanc sur case blanche g4 · Fou blanc sur case noire e3 · Pion blanc sur case blanche a2 · Pion blanc sur case noire b2 · Pion blanc sur case blanche e2 · Pion blanc sur case noire h2 · Tour blanche sur case noire a1 | Tour noire sur case blanche a8 · Roi noir sur case blanche g8 · Fou noir sur case noire e7 · Pion noir sur case blanche h7 · Cavalier noir sur case noire b6 · Pion noir sur case blanche c6 · Pion noir sur case blanche e6 · Pion blanc sur case noire g5 · Cavalier blanc sur case blanche h5 · Pion noir sur case noire b4 · Pion noir sur case blanche c4 · Pion blanc sur case noire d4 · Roi blanc sur case blanche g4 · Fou blanc sur case noire e3 · Pion blanc sur case blanche a2 · Pion blanc sur case noire b2 · Pion blanc sur case blanche e2 · Pion blanc sur case noire h2 · Tour blanche sur case noire a1 | 1 |
|   | a | b | c | d | e | f | g | h |   |

25…Txf3! 26. Td1 Cxh3! 27. gxf3 Cf2+ 28. Rg3 Dh3+ 29. Rf4 Dh2+ 30. Re3 0-1.

Max Euwe - Larry Evans, New York, 1951

1. d4 Cf6 2. c4 e6 3. Cf3 b6 4. g3 Fb7 5. Fg2 Fe7 6. 0-0 0-0 7. Cc3 Ce4 8. Dc2 Cxc3 9. Dxc3 f5 10. Ce1 Fxg2 11. Cxg2 Ff6 12. Fe3 d6 13. Dc2 Dc8 14. Cf4 c6 15. Db3 g5 16. Ch5 Fe7 17. c5 d5 18. cxb6 axb6 19. f3 Cd7 20. g4 Da6 21. Dc2 Dc4 22. Dxc4 dxc4 23. f4 fxg4 24. fxg5 Txf1+ 25. Rxf1 b5 26. Rg2 Cb6 27. Rg3 b4 28. Rxg4 b3 (diagramme)
29. d5?? (29. a3 c3!) 29...Cxd5 30. Fd4 bxa2 31. Cf6+ Fxf6 32. gxf6 Cb4 33. Rf4 Rf7! 34. Fe5 Cc2 35. Td1 a1=D 36. Td7+ Re8 37. Te7+ Rf8 38. Txh7 Df1+ 39. Rg3 Df5 0-1.

## Publications
- (en) New Ideas in Chess (1958,  Pitman,  (ISBN 0-486-28305-4) ; 1984, Éditions Dover).
- (en) Modern Chess Openings 10e édition, éditée par Walter Korn (en) et intégralement revue par Larry Evans (1965, Pitman Publishing).
- (en) Modern Chess Brilliancies (1970, Fireside Simon and Schuster,  (ISBN 0-671-22420-4)).
- (en) Evans on Chess (1974, Cornerstone Library).
- (en) What's the Best Move? (1995,  (ISBN 0-671-51159-9)).
- (en) The 10 Most Common Chess Mistakes  (1998,  (ISBN 1-58042-009-5)).
- (en) How Good Is Your Chess? (2004,  (ISBN 1-58042-126-1)).
- (en) This Crazy World of Chess (2007, Cardoza Publishing (en),  (ISBN 1-58042-218-7)).